# Нижний Пислеглуд
Нижний Пислеглуд — деревня в Якшур-Бодьинском районе Удмуртской республики.

## География
Находится в центральной части Удмуртии на расстоянии менее 2 км на северо-запад по прямой от районного центра села Якшур-Бодья.

## История
Известна с 1873 года как починок Пислеглуд нижний (Кунян-Гурт) с 13 дворами. В 1893 году учтено 30 дворов, в 1905 (уже деревня) — 34, в 1924—346. До 2021 год входила в состав Якшурского сельского поселения.

## Население
Постоянное население составляло 120 человек (1873), 201 (1893, в том числе 190 удмуртов и 11 русских), 272 (1905), 346 (1924), 249 человек в 2002 году (удмурты 88 %), 232 в 2012.